# Teghalimet
Teghalimet (em árabe: تغاليمت), também escrito Taghalimet, é uma comuna localizada na província de Sidi Bel Abbès, Argélia. De acordo com o censo de 2008, a população total da cidade era de 7 549 habitantes.